# (18157) Craigwright
(18157) Craigwright (2000 PH10) – planetoida z grupy pasa głównego asteroid okrążająca Słońce w ciągu 3,9 lat w średniej odległości 2,48 j.a. Odkryta 1 sierpnia 2000 roku.